# Jean-Marc Aveline
Jean-Marc Aveline (nacido el 26 de diciembre de 1958) es un prelado francés de la Iglesia católica quien desde el 8 de agosto de 2019 es el arzobispo de la arquidiócesis de Marsella, después de servir como obispo auxiliar allí desde 2013. En 2022 fue creado cardenal.

## Biografía

### Familia
Jean-Marc Aveline nació el 26 de diciembre de 1958 en Sidi Bel Abbes, en la Argelia francesa. En 1966 su familia se traslada a Marsella.  Su padre era trabajador ferroviario y la familia vivía en una vivienda de la SNCF en el barrio de Saint-Barthélemy.

### Formación
Fue educado en Marsella en el Lycée Victor-Hugo y luego durante dos años en el Lycée Thiers. Estudió en el seminario interdiocesano de Aviñón de 1977 a 1979. Luego se unió al Seminario Carmes de París para estudiar en la Universidad Católica de París, donde obtuvo un doctorado en teología en 2000.  También obtuvo una licenciatura en filosofía en la Sorbona.

### Sacerdocio
Fue ordenado sacerdote de la archidiócesis de Marsella el 3 de noviembre de 1984.  Enseñó teología y fue director de estudios en el seminario interdiocesano de Marsella y realizó trabajo parroquial en la parroquia de Saint-Marcel.  Al mudarse a la parroquia de San Pedro y San Pablo, se desempeñó como vicario episcopal para la formación permanente de 1987 a 2007. Dirigió el servicio de vocaciones de la Arquidiócesis de 1991 a 1996.  En 1992 fundó el Institut des sciences et de théologie des religions de Marsella (ISTR) y fue su director durante los siguientes diez años.  Fue director de 1995 a 2013 del Institut Saint-Jean, que en 1998 se convirtió en el Instituto Católico del Mediterráneo y desarrolló una asociación con la Facultad de Teología de Lyon. También enseñó en la Facultad de Teología de la Universidad Católica de Lyon de 1997 a 2007. En 2007 se convirtió en vicario general de la archidiócesis de Marsella.
Fue nombrado por un período de cinco años como consultor del Consejo Pontificio para el Diálogo Interreligioso en 2007.

## Episcopado

### Obispo auxiliar de Marsella
El 19 de diciembre de 2013, el papa Francisco lo nombró obispo titular de Simidicca y obispo auxiliar de Marsella. Recibió su consagración episcopal el 26 de enero de 2014, en la Catedral de Marsella, de manos de Georges Pontier, arzobispo de Marsella.
Dentro de la Conferencia Episcopal de Francia (CEF) dirige el consejo para las relaciones interreligiosas desde 2017.

### Arzobispo de Marsella
El 8 de agosto de 2019, el papa Francisco lo nombró arzobispo de Marsella. Tomó posesión canónica el 15 de septiembre del mismo año.
El 19 de mayo de 2020 fue nombrado miembro del Pontificio Consejo para el Diálogo Interreligioso  ad quinquennium.
El 12 de julio de 2022 fue nombrado miembro del Dicasterio para los Obispos ad quinquennium.

## Cardenalato
Fue creado cardenal por el papa Francisco en el Consistorio celebrado el 27 de agosto de 2022, asignándole el Título de Santa María en Monti.
El 7 de octubre de 2022 fue nombrado miembro del Dicasterio para los Obispos y del Dicasterio para el Diálogo Interreligioso.

## En los medios
Varios periodistas y vaticanistas franceses e italianos señalaron que el presidente de la República Francesa, Emmanuel Macron, habría “maniobrado” e intentado promover su candidatura durante el pre-cónclave, antes de su discurso en la logia masónica.